# Михаэльс, Йост
Йост Михаэльс (нем. Jost Michaels; 25 февраля 1922, Гамбург, Веймарская республика — 21 июня 2004, Детмольд, Северный Рейн-Вестфалия, Германия) — немецкий кларнетист, пианист и музыкальный педагог. Сын пианистки и композитора Ильзе Фромм-Михаэльс.
Один из немногих современных академических инструменталистов, интенсивно выступавших и преподававших со специализацией в двух инструментах разной природы. Учился в Гамбургской Высшей школе музыки. С 1942 года первый кларнет Геттингенского городского оркестра, с 1945 года — Оркестра радио Северо-Западной Германии. С 1950 года преподавал в Детмольдской Высшей школе музыки на кафедрах фортепиано, кларнета и камерного ансамбля (среди его учеников, в частности, Дитер Клёкер и Ханс-Дитрих Клаус). Основал в Детмольде квинтет духовых инструментов. Как музыковед писал о месте духовых инструментов в творчестве Иоганнеса Брамса, редактировал его кларнетные партии.